# SMS Emden (1908)
El SMS Emden fue un crucero ligero (Kleiner Kreuzer en alemán) alemán de la Kaiserliche Marine durante la Primera Guerra Mundial. Destacado en la colonia alemana de Kiau Chau en Tsingtao, no formaba parte de la escuadra del almirante Graf von Spee, y se dedicó a efectuar una notable guerra de corso en el Océano Índico, entorpeciendo las rutas de navegación y hundiendo más de 16 barcos enemigos. Constituía clase con el SMS Dresden y se diferenciaba de su gemelo por tener motores convencionales de pistón, en vez de turbinas. Los éxitos del SMS Emden causaron gran respeto y admiración por quienes eran sus enemigos, dada la caballerosidad demostrada por su comadante en jefe von Müller hacia sus prisioneros y por su imaginativa audacia y valentía. Debe su epónimo a la ciudad de Emden, en la actual Baja Sajonia, siendo el primer buque de la armada alemana en ostentar dicho nombre. Su color en tiempo de paz fue amarillo ocre y blanco/gris claro en tiempo de guerra.
El Emden fue uno de los dos únicos buques (el otro era el submarino U-9) que resultó recompensado con la Cruz de Hierro. Hasta 1933, los miembros de su tripulación tenían permitido añadir el sufijo "Emden"  a su apellido, un honor excepcional.

## Diseño y construcción

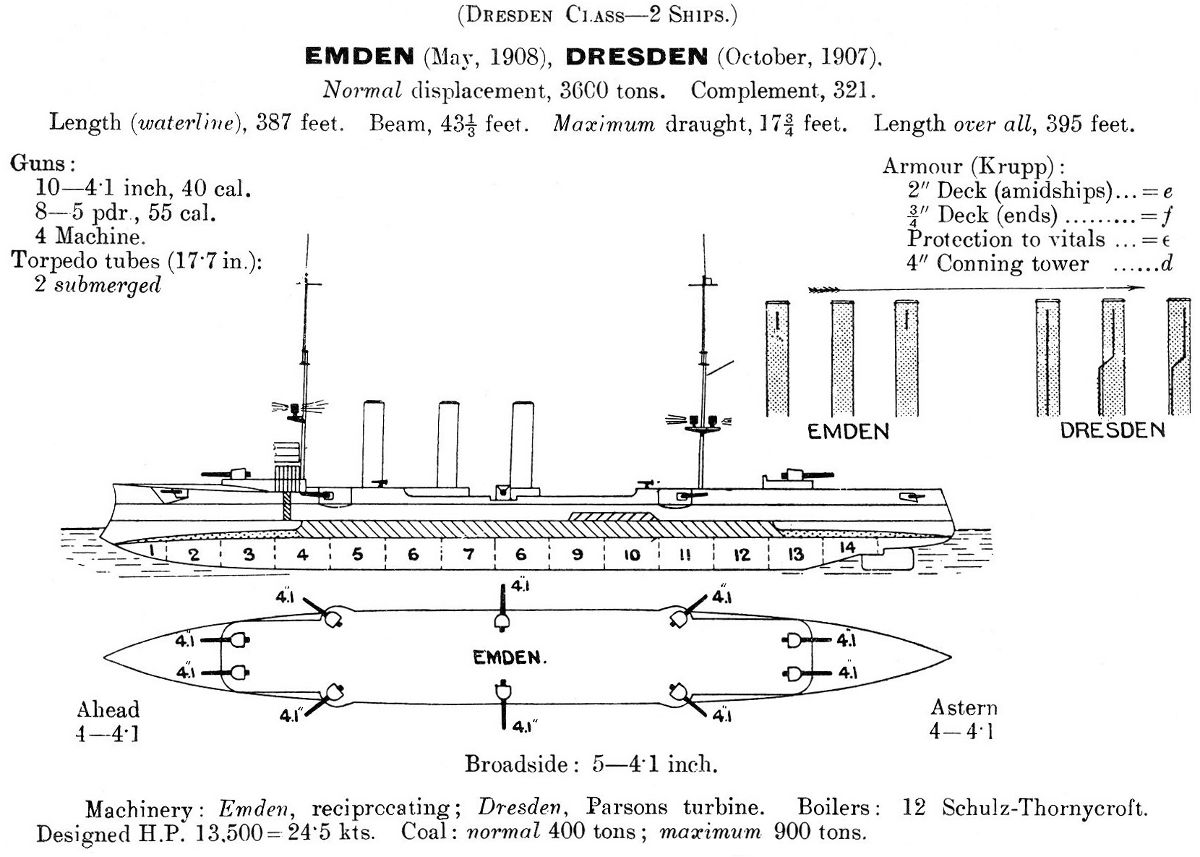
Dibujo de la clase Dresden.

La Ley Naval de 1898 autorizó la construcción de treinta nuevos cruceros ligeros; el programa comenzó con la clase Gazelle, que se desarrolló en las clases Bremen y Königsberg, que incorporaron mejoras incrementales a lo largo del curso de la construcción. La principal modificación para los dos cruceros de la clase Dresden, asignados al año fiscal 1906, consistió en una caldera adicional para el sistema de propulsión para aumentar la potencia del motor.

### Dimensiones y tripulación
El Emden tenía 118,3 m (388,1 pies) de eslora total (LOA), de gráciles líneas, y 13,5 m (44,3 pies) de manga, con un calado de 5,53 metros en proa (Cpr). Su desplazamiento estándar (Δe) era de 3364 t (3310,9 LT) según su diseño y hasta 4268 t (4200,6 LT) a plena carga (Δm). El barco tenía una superestructura mínima, que consistía en una pequeña torre de mando y una estructura de puente. Su casco tenía un castillo de proa elevado y un alcázar, junto con una proa de espolón pronunciada. Estaba equipado con dos mástiles. Tenía una tripulación de 18 oficiales y 343 hombres más, entre suboficiales y marinería, totalizando 361 hombres.

### Propulsión
Su sistema de propulsión consistía en dos motores de triple expansión que impulsaban un par de hélices de tornillo. El vapor era proporcionado por doce calderas acuotubulares de tipo marino alimentadas con carbón que se ventilaban a través de tres chimeneas. El sistema de propulsión estaba diseñado para proporcionar 13 500 CV (9929 kW) para una velocidad máxima de 23,5 nudos (43,5 km/h; 27,0 mph). Esta potencia resultaba en 16 350 ihp.
El Emden transportaba hasta 860 t (846,4 LT) de carbón, lo que le daba un alcance de 3760 millas náuticas (6963,5 km; 4326,9 mi) a 12 nudos (22,2 km/h; 13,8 mph). El Emden fue el último crucero alemán en estar equipado con motores de triple expansión; todos los cruceros posteriores utilizaron las turbinas de vapor más potentes. Las nuevas turbinas de vapor que se comenzaron a emplear proveían una mayor velocidad, pero consumía más combustibles a bajas velocidades.

### Armamento
El armamento principal del barco estaba compuesta por diez cañones SK L/40 de 105 mm (4,1") montados en pivotes simples. Dos estaban colocados uno al lado del otro en la proa del castillo de proa; seis estaban ubicados en los costados, tres a cada lado; y dos estaban colocados uno al lado del otro en popa. Los cañones podían alcanzar objetivos a una distancia de hasta 12 200 m (40 026 pies), y estaban provistos de 1 500 rondas de munición, 150 por cañón. El armamento secundario consistía en ocho cañones SK L/55 de 52 mm (2 pulgadas), también montados en un solo pivote. Tenía dos tubos lanzatorpedos de 450 mm (17,7 pulgadas) con cuatro torpedos, montados por debajo de la línea de flotación, y podía transportar cincuenta minas navales.

### Blindaje
El barco estaba protegido por una cubierta blindada en curva de hasta 80 mm (3,1 plg) de espesor. Se inclinaba hacia abajo a los lados del casco para proporcionar defensa contra el fuego entrante; la parte inclinada tenía un espesor de 50 mm (2 plg). La torre de mando tenía lados de 100 mm (3,9 plg) de espesor, y los cañones estaban protegidos por escudos protectores de 50 mm (2 plg) de espesor.
Tenía un potente aparato de telegrafía sin hilos. Su comandante era Karl von Müller, de 40 años de edad.

## Historial de servicio
El contrato para la construcción del Emden, encargado como sustituto del SMS Pfeil, se fijó el 6 de abril de 1906 en el Kaiserliche Werft Danzig (astillero Imperial) en Dánzig. Su quilla fue colocada el 1 de noviembre de 1906. Fue botado el 26 de mayo de 1908 y bautizado por el Oberbürgermeister (alcalde) de la ciudad de Emden, el Dr. Leo Fürbringer. Después de que los trabajos de acondicionamiento se completaran el 10 de julio de 1909, fue puesto en servicio en la flota. El nuevo crucero comenzó las pruebas en el mar ese mismo día, pero las interrumpió del 11 de agosto al 5 de septiembre para participar en las maniobras anuales de otoño de la flota principal. Durante este período, el Emden también escoltó al yate imperial Hohenzollern con el káiser Guillermo II a bordo. El Emden fue apartado temporalmente del servicio activo en septiembre de 1909, después de completar las pruebas.
El 1 de abril de 1910, el Emden fue reactivado y asignado al Ostasiengeschwader (Escuadra de Asia Oriental), con base en Qingdao, en el Territorio arrendado de la Bahía de Kiautschou, en China. La concesión había sido confiscada en 1897 en represalia por el asesinato de ciudadanos alemanes en la zona. El Emden partió de Kiel el 12 de abril de 1910 con destino a Asia en una gira de buena voluntad por Sudamérica. Un mes después, el 12 de mayo, hizo escala en Montevideo y se reunió con el crucero Bremen, que estaba asignado a la Ostamerikanischen (Estación de América del Este). El Emden y el Bremen permanecieron en Buenos Aires del 17 al 30 de mayo para representar a Alemania en las celebraciones del centenario de la independencia argentina. Los dos barcos luego rodearon el Cabo de Hornos; el Emden hizo escala en Valparaíso (Chile), mientras que el Bremen continuó hacia el Perú.

### En el Pacífico y China
La travesía a través del Pacífico se retrasó debido a la falta de carbón de buena calidad. El Emden finalmente hizo acopio de alrededor de 1.400 t de carbón en la base naval chilena de Talcahuano y partió el 24 de junio. El crucero se utilizó para evaluar el barco en viajes de larga distancia para su uso en futuros diseños de cruceros ligeros. El Emden se encontró con un clima inusualmente severo en el viaje, que incluyó una parada en la Isla de Pascua. Fondeó en Papeete (Tahití) para proveerse de carbón el 12 de julio, ya que las reservas estaban casi vacías después de cruzar 4.200 millas náuticas (7.800 km). A continuación, el buque se dirigió a Apia, en la Samoa Alemana, donde llegó el 22 de julio. Allí se encontró con el resto de la Escuadra de Asia Oriental, comandado por el contralmirante Erich Gühler. El escuadrón permaneció en Samoa hasta octubre, cuando los barcos regresaron a su base en Tsingtao. El Emden fue enviado al río Yangtsé del 27 de octubre al 19 de noviembre, que incluyó una visita a Hankou. El barco visitó Nagasaki (Japón), antes de regresar a Tsingtao el 22 de diciembre para un reacondicionamiento anual. Los trabajos de reparación no se llevaron a cabo; la rebelión de Sokehs estalló en Ponapé en las Carolinas, que requirió la presencia del Emden; partió de Tsingtao el 28 de diciembre, y el Nürnberg abandonó Hong Kong para reunirse con ella.
Los dos cruceros reforzaron a las fuerzas alemanas en Ponapé (conocida como Isla Ascensión durante la presencia española), que incluía al viejo crucero desprotegido Cormoran. Los barcos bombardearon las posiciones rebeldes y enviaron una fuerza de desembarco, que incluía hombres de los barcos junto con tropas de la policía colonial, a tierra a mediados de enero de 1911. A finales de febrero la revuelta había sido sofocada, y el 26 de febrero llegó el crucero desprotegido Cóndor, para hacerse cargo de la presencia alemana en las Carolinas. El Emden y los otros barcos celebraron un funeral al día siguiente por los muertos en la operación, antes de partir el 1 de marzo hacia Tsingtao a través de Guam. Después de llegar el 19 de marzo, comenzó una revisión anual. A mediados de 1911, el barco realizó un crucero a Japón, donde accidentalmente embistió a un vapor japonés durante un tifón. La colisión causó daños, lo que requirió otro viaje al dique seco en Tsingtao. Regresó al Yangtsé para proteger a los europeos durante la Revolución China que estalló el 10 de octubre.  En noviembre, el Vizeadmiral (vicealmirante) Maximilian von Spee reemplazó a Gühler como comandante de la Escuadra de Asia Oriental.
A finales de año, el Emden ganó el Schießpreis (Premio de Tiro) del Káiser por su excelente artillería en el Escuadrón de Asia Oriental. A principios de diciembre, el Emden zarpó a Chemulp'o para ayudar al vapor alemán Deike Rickmers. En mayo de 1913, el Korvettenkapitän (Capitán de corbeta) Karl von Müller se convirtió en el oficial al mando del barco; pronto fue ascendido a Fregattenkapitän (Capitán de fragata). A mediados de junio, el Emden zarpó con destino a las colonias alemanas en el Pacífico Central, y fue estacionado frente a Nankín, mientras los combates entre los Qing y las fuerzas revolucionarias se desarrollaban allí. El 26 de agosto, los rebeldes atacaron el barco, y los artilleros del Emden respondieron inmediatamente al fuego, silenciando a los atacantes. el Emden se trasladó a Shanghái el 14 de agosto.

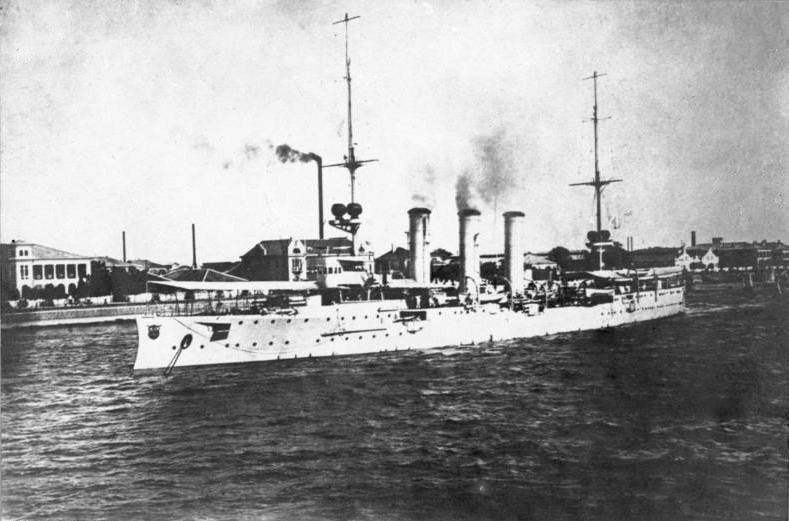
SMS Emden en Tsingtao a principios de 1914

En 1910, la nave es destinada a la base sita en el protectorado alemán de Tsingtao, como integrante de la Ostasiengeschwader (Escuadra de Asia Oriental), donde participó en la contención de la revuelta de los sokehs en Pohnpei, en las islas Carolinas.

### Primera Guerra Mundial
El Emden pasó la primera mitad de 1914 en la rutina normal de cruceros en aguas chinas y japonesas sin incidentes.El 20 de junio de 1914, la escuadra de cruceros alemana zarpó hacia el Pacífico aunque el Emdem permaneció en Tsingtao. El 29 de junio se recibió la noticia del asesinato del Archiduque Francisco Fernando de Austria. Su comandante, el capitán de fragata von Müller, puso al buque en estado de alerta.
Durante la Crisis de Julio que siguió al asesinato del archiduque Francisco Fernando de Austria, el Emden fue el único crucero alemán en Tsingtao; los dos cruceros blindados de Spee, el Scharnhorst y el Gneisenau, navegaban en el Pacífico Sur y el Leipzig estaba en camino para reemplazar al Nürnberg frente a la costa de México. El 31 de julio, cuando faltaban días para el estallido de la guerra, Müller se hizo a la mar para comenzar a realizar incursiones comerciales una vez que la guerra se hubiera declarado formalmente, adetrándose en el Mar Amarillo. Dos días después, el 2 de agosto, Alemania declaró la guerra a Rusia y el 4 de agosto el Emden capturó el vapor ruso Ryazan. El buque ruso fue enviado hasta Tsingtao y convertido en el crucero auxiliar Cormoran.
El 5 de agosto, Spee ordenó a Müller que se uniera a él en la isla Pagan, en las islas Marianas, posesión alemana desde 1899; el Emden zarpó de Qingdao al día siguiente junto con el crucero auxiliar Prinz Eitel Friedrich y el carbonero Markomannia. Los barcos llegaron a Pagan el 12 de agosto. Al día siguiente, Spee se enteró de que Japón entraría en la guerra del lado de la Triple Entente y había enviado una flota para rastrear a su escuadrón. Spee decidió llevar al Escuadrón de Asia Oriental a Sudamérica, donde podría intentar abrirse paso hacia Alemania, hostigando al tráfico mercante británico en el camino. Estando anclada la flota alemana del Pacífico al mando del vicealmirante conde Maximilian von Spee en la Isla de Pagán (Nueva Guinea Alemana) en las Islas Marianas, fue sorprendida por el estallido de la Primera Guerra Mundial y se aprestó a dirigirse a Alemania para participar en la guerra naval. El comandante del SMS Emden, Karl von Müller, en conferencia con el almirante Graf von Spee en el SMS Scharnhorst, pidió y consiguió autorización para atacar las rutas marítimas británicas en el Océano Índico como corsario. Müller sugirió que se destacara un crucero para operaciones independientes en el océano Índico, ya que el escuadrón no podría atacar a los barcos británicos mientras cruzaba el Pacífico. Spee estuvo de acuerdo y permitió a Müller actuar de forma independiente, ya que el Emden era el crucero más rápido del escuadrón.

### Corsario en el Océano Índico

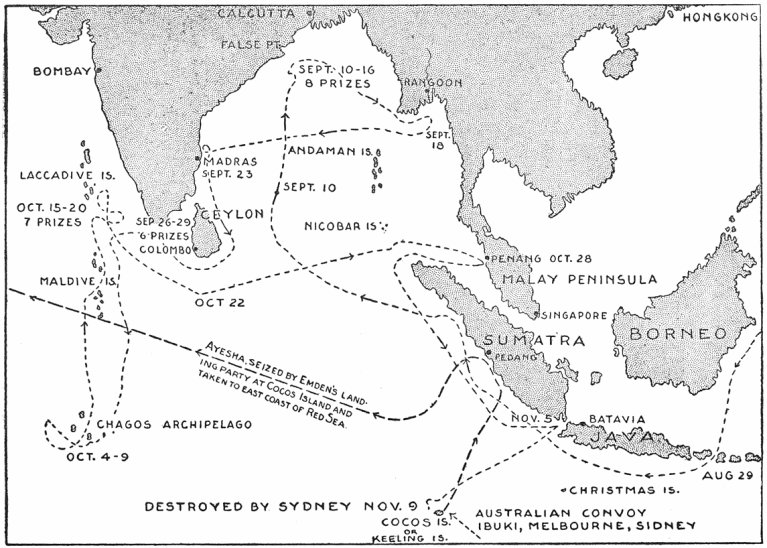
Ruta tomada por el Emden durante sus operaciones en el Índico

El almirante Graf von Spee sopesó las cualidades de von Müller con la aparentemente débil embarcación que iba a dirigir y finalmente le concedió lo solicitado. Además, su gemelo el SMS Dresden ya se dirigía para reunirse con la flota.
El 14 de agosto, el Emden y el Markomannia abandonaron la compañía de la Escuadra de Asia Oriental con destino al Océano Índico. Como el crucero Königsberg ya operaba en el Océano Índico occidental, alrededor del golfo de Adén, Müller decidió navegar por las rutas marítimas entre Singapur, Colombo y Adén. El Emden navegó hacia el Océano Índico a través de los mares de Molucas y Banda. Mientras buscaba extraer carbón frente a la isla de Jampea, el barco de defensa costera holandés Maarten Harpertszoon Tromp detuvo a Emden y afirmó la neutralidad holandesa. Müller entró en el estrecho de Lombok. Allí, los oficiales de intercepción de radio de Emden recogieron mensajes del crucero blindado británico HMS Hampshire. Para mantener el secreto, la tripulación del Emden instaló un falso cuarto embudo para hacerse pasar por un crucero ligero británico y luego navegó por la costa de Sumatra hacia el Océano Índico.

#### Madrás
El 5 de septiembre, el Emden entró en el golfo de Bengala, logrando una completa sorpresa, ya que los británicos asumieron que todavía estaba con la escuadra de Spee. Operó en rutas de navegación allí sin éxito, hasta el 10 de septiembre, cuando se trasladó a la ruta Colombo-Calcuta. Allí, capturó al carbonero griego SS Pontoporos, que transportaba equipo para los británicos. Müller tomó el barco a su servicio y acordó pagar a la tripulación. El Emden capturó cinco barcos más; los transportes de tropas Indus y Lovat, otros dos barcos fueron hundidos y el quinto, un vapor llamado Kabinga, fue utilizado para transportar a las tripulaciones de los otros buques. El 13 de septiembre, Müller liberó al Kabinga y hundió dos buques británicos más. Frente al estuario del Ganges, el Emden capturó un mercante noruego, que los alemanes registraron; al no encontrar contrabando, lo liberaron. Los noruegos informaron a Müller que había buques de guerra de la Entente operando en la zona, lo que lo convenció de regresar a la costa oriental de la India.

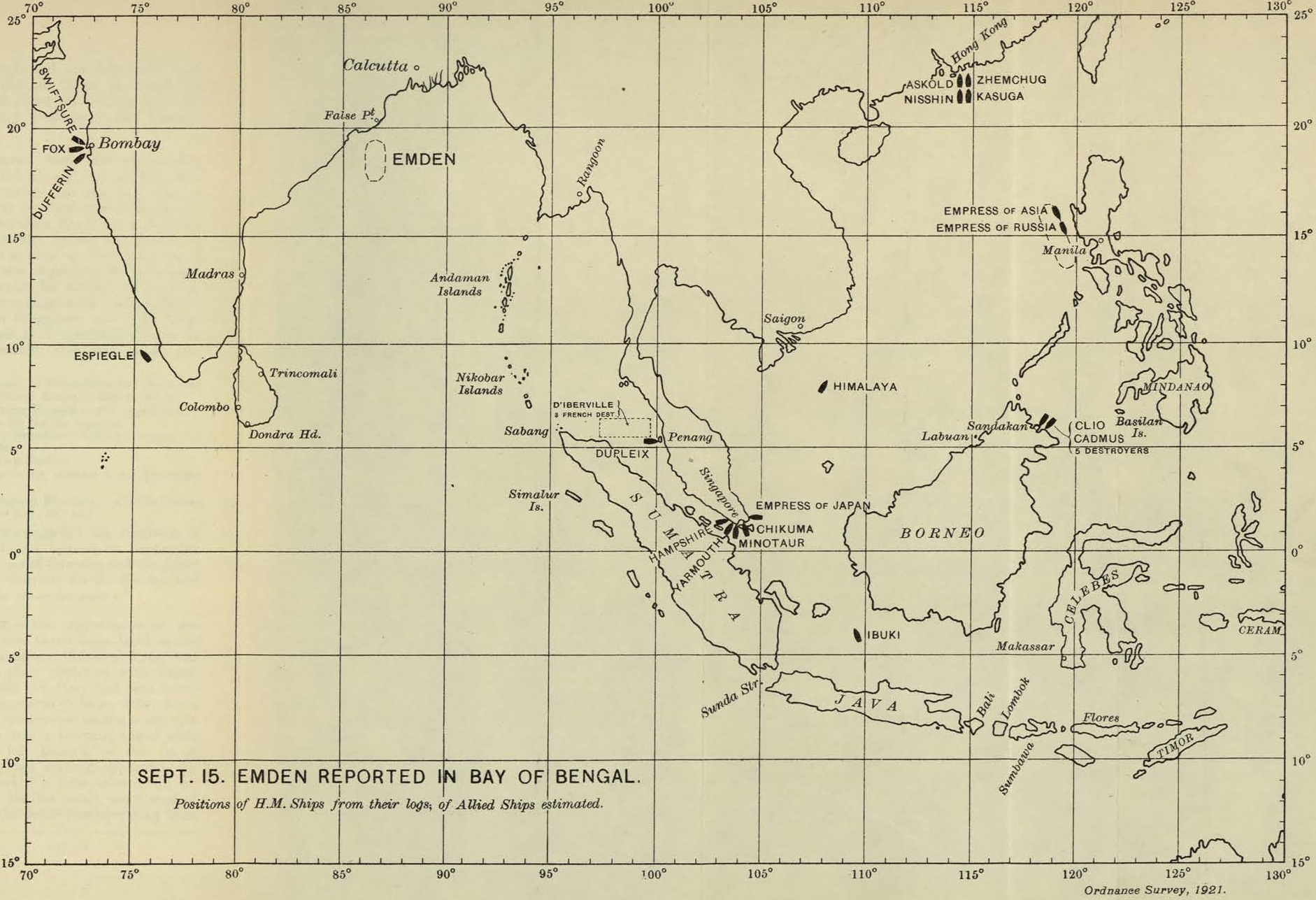
El Emden aparece en el océano Índico. Disposición de las fuerzas el 15 de septiembre de 1914

El Emden detuvo y liberó a un carguero italiano, cuya tripulación transmitió la noticia del incidente a un buque británico, que a su vez informó a las autoridades navales británicas en la región. El resultado fue un cese inmediato de la navegación o bien la navegación sin luces ni señales, así como no iluminar zonas sensibles y puertos. El vicealmirante Martyn Jerram ordenó al Hampshire, al Yarmouth y al crucero protegido japonés Chikuma que dieran caza al Emden. El crucero acorazado británico Minotaur y el crucero acorazado japonés Ibuki fueron enviados a patrullar las posibles estaciones de carbón.
A finales de septiembre, Müller decidió bombardear Madrás. Müller creía que el ataque demostraría su libertad de maniobra y disminuiría el prestigio británico ante la población local. Alrededor de las 20:00 horas del 22 de septiembre, el Emden entró en el puerto, que estaba completamente iluminado, a pesar de la orden no usar la iluminación nocturna. El Emden se acercó a 3000 yardas (2700 m) de los muelles antes de abrir fuego. Prendió fuego a dos tanques de petróleo de la Burmah Oil Company y dañó otros tres, causando daños a un barco mercante en puerto y ocasionando algunas bajas civiles. Con esta acción consiguió paralizar el comercio británico. En el transcurso del bombardeo, el Emden disparó 130 proyectiles. Al día siguiente, los británicos ordenaron nuevamente que los barcos se detuvieran en la bahía de Bengala; durante el primer mes de la carrera de incursiones del Emden en el océano Índico, el valor de las exportaciones allí había caído un 61,2 %.
Desde Madrás, Müller había planeado originalmente reunirse con sus carboneros en la isla de Simeulue en Indonesia, pero en su lugar decidió hacer una incursión al lado occidental de Ceilán. El 25 de septiembre, el Emden hundió los mercantes británicos Tywerse y King Lund dos días antes de capturar el carbonero Buresk, que transportaba un cargamento de carbón de alta calidad. Una tripulación alemana subió a bordo del Buresk, que se utilizó para apoyar las operaciones del Emden. Más tarde ese día, el asaltante alemán hundió los barcos británicos Ryberia y Foyle. Con poco combustible, el Emden se dirigió al protectorado británico de las Maldivas, a donde llegó el 29 de septiembre y permaneció allí un día mientras se reponían las reservas de carbón. Luego, el buque navegó por las rutas entre Adén y Australia y entre Calcuta y Mauricio durante dos días sin avistar objetivos. El Emden navegó a Diego García para realizar el mantenimiento del motor y para que descansara la tripulación.

#### Isla de Diego García

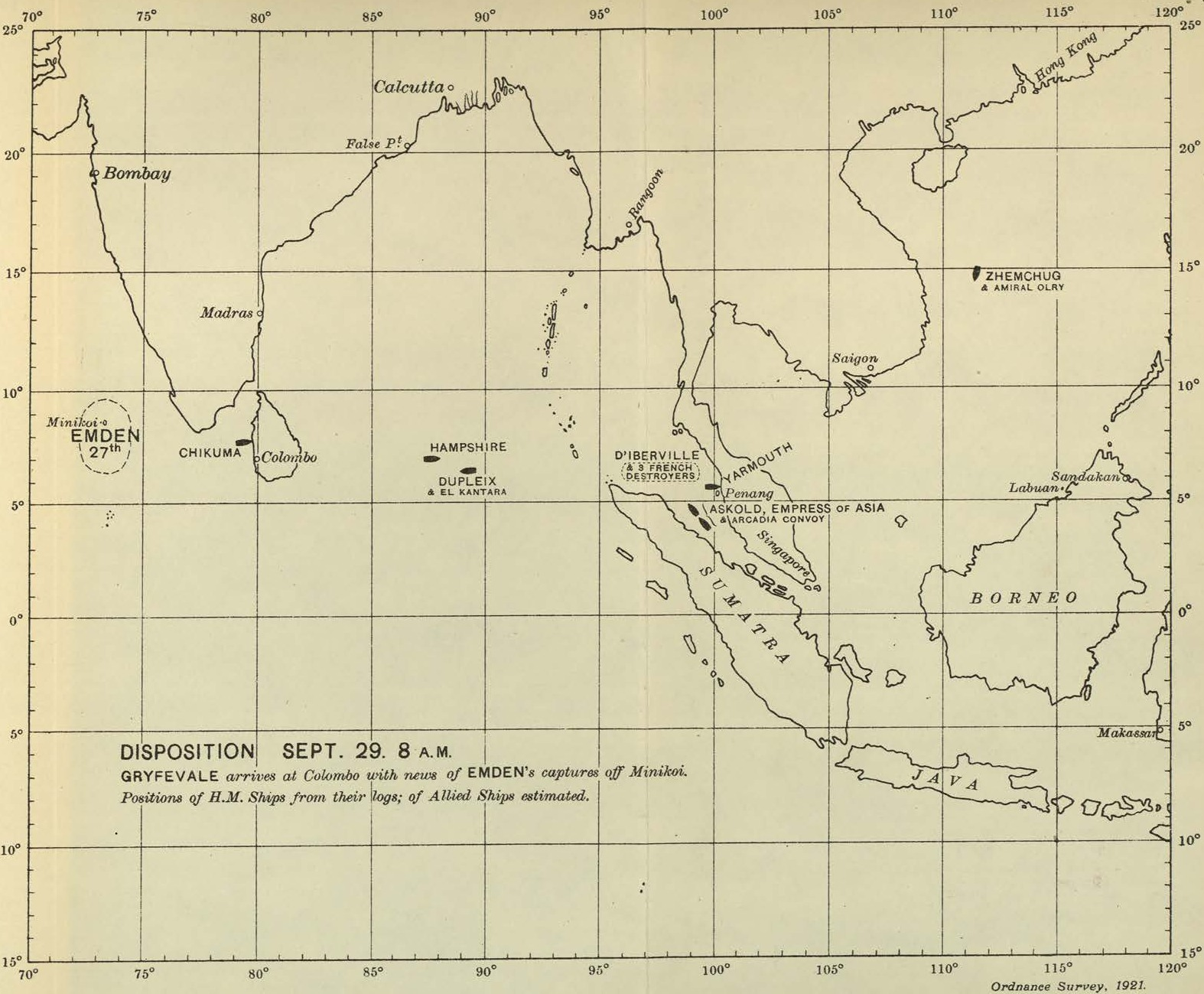
Disposición de los buques aliados el 29 de septiembre de 1914, tras la incorporación del Gryfevale

A fines de septiembre se dirigió a la Isla de Diego García, por entonces colonia integrada en el Mauricio británico, y allí fueron recibidos —para su sorpresa— con gran estima por parte de los británicos, que no sabían del estado de guerra existente: la desinformada colonia, que desconocía que ahora eran enemigos, les dio una cálida recepción, los agasajó, dio una fiesta en su honor y les entregó avituallamiento.
Permaneció allí hasta el 10 de octubre, para eliminar las incrustaciones en su casco. Mientras buscaba barcos mercantes al oeste de Colombo, el Emden volvió a captar las señales inalámbricas del Hampshire; el barco había partido hacia el archipiélago de Chagos el 13 de octubre. Los británicos habían capturado al Markomannia el 12 de octubre, privando al Emden de un carbonero. El 15 de octubre, el Emden capturó el vapor británico Benmore frente a la isla Mincoy y lo hundió al día siguiente. Durante los siguientes cinco días, capturó a los buques Troiens, Exfort, Graycefale, St. Egbert y Chilkana. Uno fue utilizado como carbonero, tres fueron hundidos y el quinto fue enviado a puerto con las tripulaciones de los otros barcos. El 20 de octubre, Müller decidió trasladarse a una nueva zona de operaciones.

#### Batalla de Penang

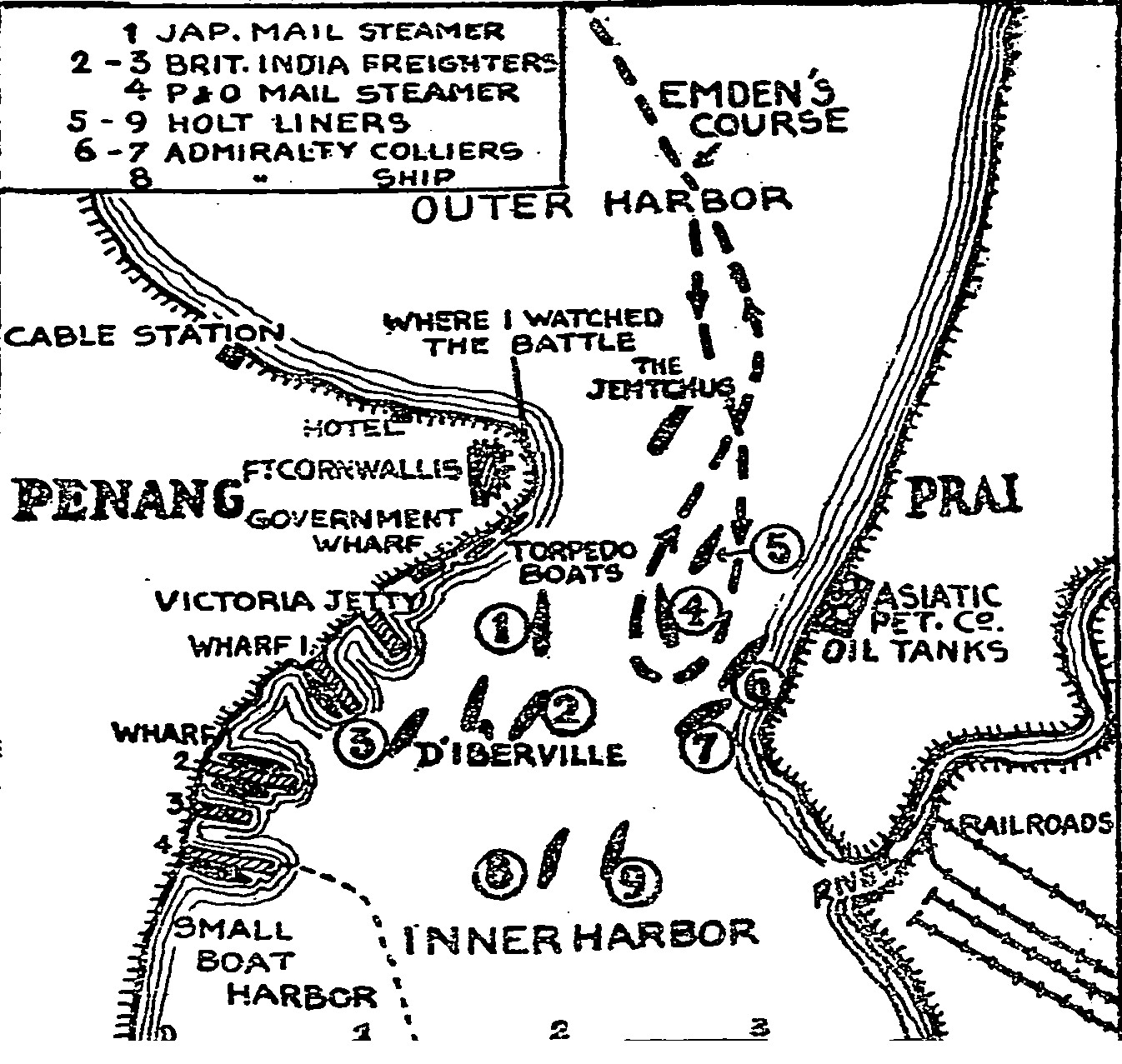
Mapa mostrando los movimientos del Emden durante la batalla

Tras haber hundido cuatro naves mercantes, Müller planeó un ataque sorpresa a Penang en la Malasia británica para el 28 de octubre. El Emden cargó carbón en las islas Nicobar y partió hacia Penang la noche del 27 de octubre, con la salida programada para llegar al puerto al amanecer. Se acercó a la entrada del puerto a las 03:00 del 28 de octubre, navegando a 18 nudos (33,3 km/h), con un cuarto embudo ficticio erigido para ocultar su identidad. Los vigías del Emden rápidamente divisaron un buque de guerra en el puerto con las luces encendidas y que resultó ser el crucero protegido ruso Zhemchug, un veterano de la Batalla de Tsushima. El Zhemchug había llegado a Penang para reparar las calderas; sólo una estaba operativa, lo que significaba que no podía ponerse en marcha ni los elevadores de municiones estaban encendidos. Sólo se pudo permitir cinco rondas de munición lista para cada arma, con una sexta en recámara. El Emden se acercó al Zhemchug a una distancia de 270 metros (295,3 yd); Müller ordenó que se disparara un torpedo contra el crucero ruso y luego dio la orden de que los cañones de 105 mm abrieran fuego.

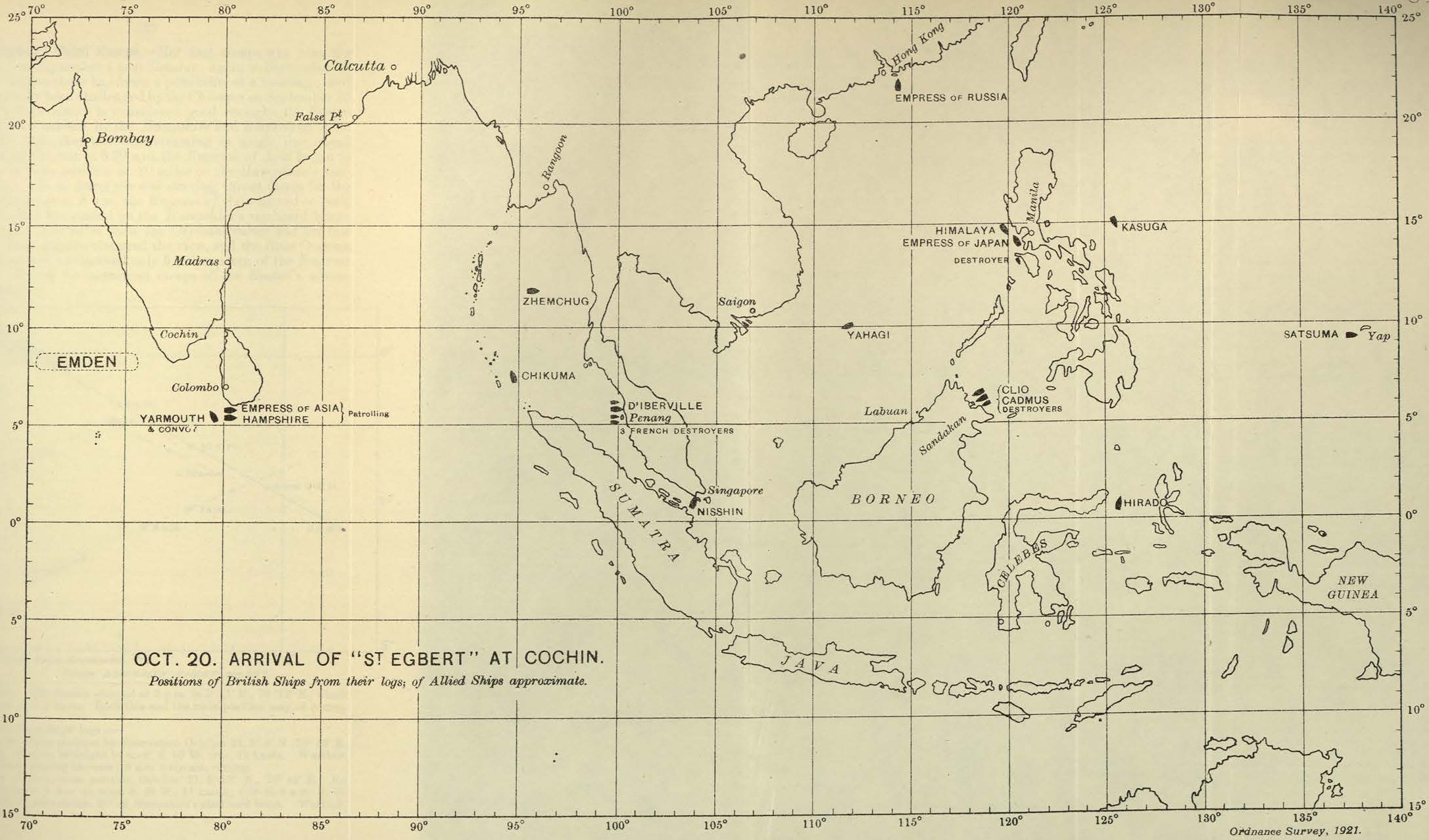
Situación de los buques el 20 de octubre de 1914, tras la captura y posterior liberación del St. Egbert

El Emden rápidamente infligió graves daños a su adversario y luego regresó para preparar otro ataque al Zhemchug. Uno de los artilleros rusos logró poner en acción un arma, pero no logró impactar. Müller ordenó que se disparara un segundo torpedo contra el Zhemchug, ya en llamas, mientras sus armas continuaban golpeándolo. El segundo torpedo provocó una tremenda explosión que destrozó el barco. Cuando el humo se disipó, el Zhemchug ya se había deslizado bajo las olas, siendo los mástiles las únicas partes del barco que aún estaban sobre el agua. La destrucción del Zhemchug mató a 81 marineros rusos e hirió a 129, de los cuales siete murieron más tarde a causa de sus heridas. El veterano crucero torpedero francés D'Iberville y el destructor Fronde abrieron fuego tremendamente impreciso contra el Emden.

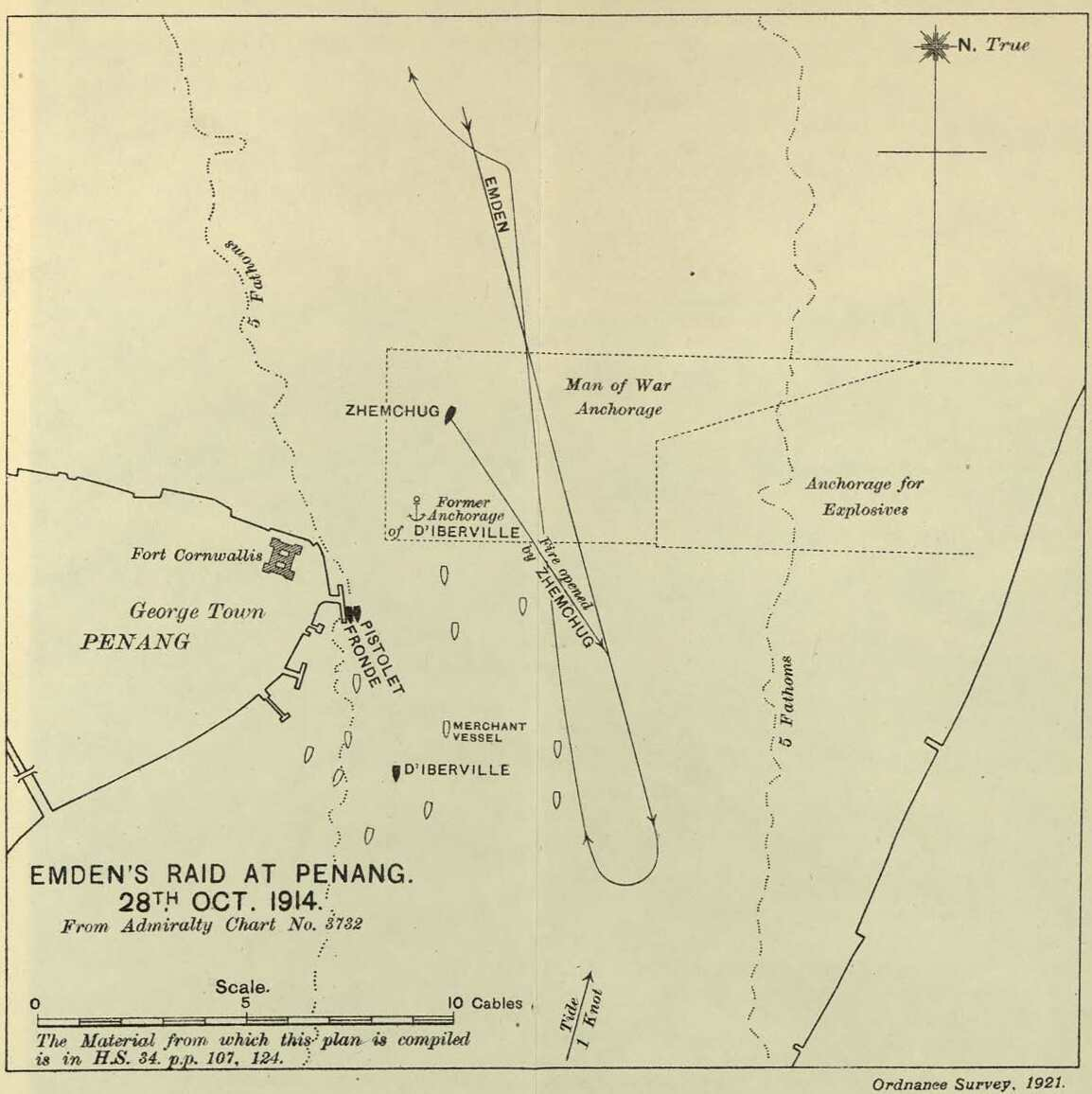
Raid sobre Penang el 28 de octubre de 1914

Müller decidió entonces partir, debido al riesgo de encontrarse con buques de guerra superiores. Al salir del puerto, se topó con un carguero británico, el SS Glen Turret, cargado con municiones, que ya se había detenido para recoger a un práctico del puerto. Mientras se preparaba para tomar posesión del barco, el Emden verificó que sus vigías habían visto un barco que se acercaba. Resultó ser el destructor francés Mousquet, que no estaba preparado y fue rápidamente destruido. El Emden se detuvo para recoger a los supervivientes y partió alrededor de las 08:00 mientras los otros barcos franceses estaban tomando fuerza para ponerse en marcha.  Un oficial y treinta y cinco marineros fueron rescatados del mar. Otro destructor francés intentó seguirlo, pero perdió de vista al Emden en medio de una tormenta. El 30 de octubre, el Emden detuvo el vapor británico Newburn y embarcó a los marineros franceses después de que firmaran declaraciones prometiendo no volver a la guerra. El ataque a Penang supuso un golpe importante para las potencias de la Entente y les hizo retrasar los grandes convoyes procedentes de Australia, ya que necesitarían escoltas más poderosas.

### Batalla de las Cocos
Siguió operando por el Océano Índico y el 9 de noviembre, después de hundir más mercantes, se dirigió a las Islas Cocos (Australia) 12°11′10.24″S 96°49′47.07″E / -12.1861778, 96.8297417, donde existía una estación de radio en la isla Direction, central de unión de los cables submarinos a Australia. Mientras enviaba un destacamento de asalto al mando del primer oficial Helmuth von Mücke para destruir la estación de radio de la isla, esta alcanzó a radiar un mensaje de alerta, el cual fue interceptado por el crucero australiano HMAS Sydney, lo cual acarrearía la perdición del crucero alemán.

#### El combate

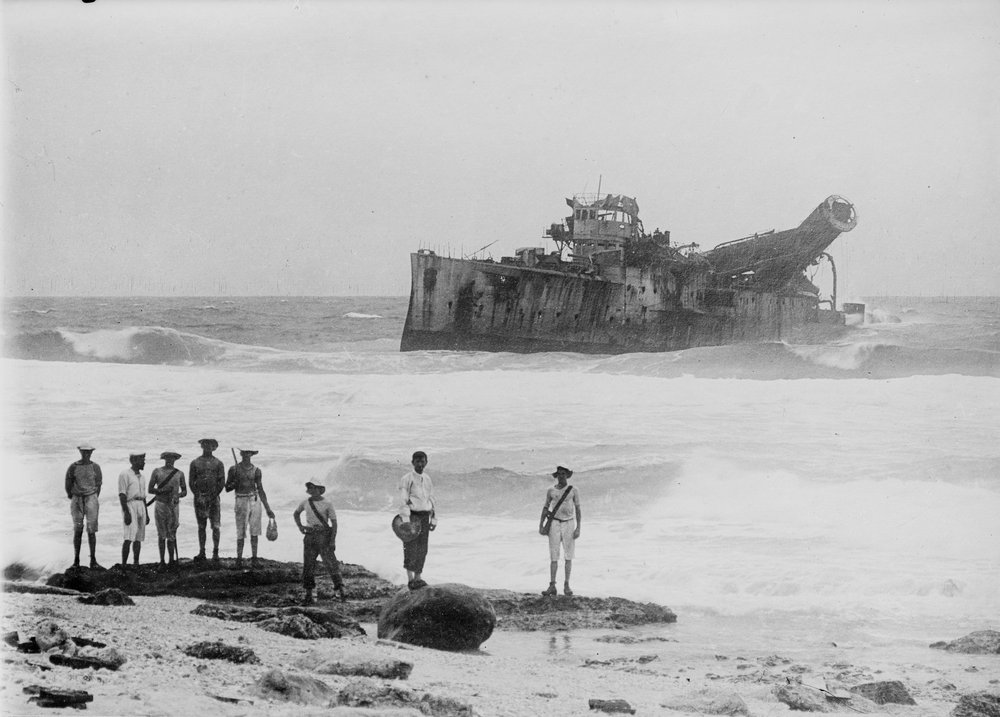
El Emden varado en la isla Keeling del Norte

Después de liberar al vapor británico Newburn, el Emden giró hacia el sur hacia Simalur y se reunió con el minero capturado Buresk. Müller decidió entonces atacar la estación carbonífera británica en las Islas Cocos; Tenía la intención de destruir la estación inalámbrica allí y alejar a las fuerzas británicas que lo buscaban en el Océano Índico. Mientras se dirigía a Cocos, el Emden pasó dos días peinando el estrecho de la Sonda en busca de barcos mercantes sin éxito. Se dirigió a Cocos y llegó a la isla Direction a las 06:00 de la mañana del 9 de noviembre. Como no había barcos británicos en la zona, Karl von Müller, como comandante al mando, envió a tierra un grupo de desembarco liderado por el Kapitänleutnant Hellmuth von Mücke, primer oficial del Emden. El grupo estaba formado por otros dos oficiales, seis suboficiales y treinta y ocho marineros armados con cuatro ametralladoras y treinta rifles.
El Emden estaba utilizando interferencias, pero la estación inalámbrica británica pudo transmitir el mensaje "Barco no identificado fuera de la entrada". El mensaje fue recibido por el crucero ligero australiano HMAS Sydney, que se encontraba a 52 millas náuticas (96,3 km; 59,8 mi) de distancia, escoltando a un convoy. El Sydney se dirigió inmediatamente a las Islas Cocos a toda velocidad. El Emden recibió mensajes de radio de un buque sin identificar que se aproximaba, pero creía situarlo a 250 millas náuticas (463 km; 287,7 mi) de distancia, lo que les daba mucho más tiempo del que realmente tenían. A las 09:00, los vigías a bordo del Emden detectaron humo en el horizonte y treinta minutos después lo identificaron como un buque de guerra que se acercaba a gran velocidad. El grupo de desembarco de Mücke todavía estaba en tierra y no había tiempo para recuperarlos.Los telegrafistas del SMS Emden calcularon mal la posición del crucero enemigo y cuando estaban finalizando las maniobras de inutilización de las instalaciones enemigas, se les vino encima sorpresivamente el Sydney, mucho mejor armado que el SMS Emden. Von Müller cortó amarras y aceptó combate desigual.

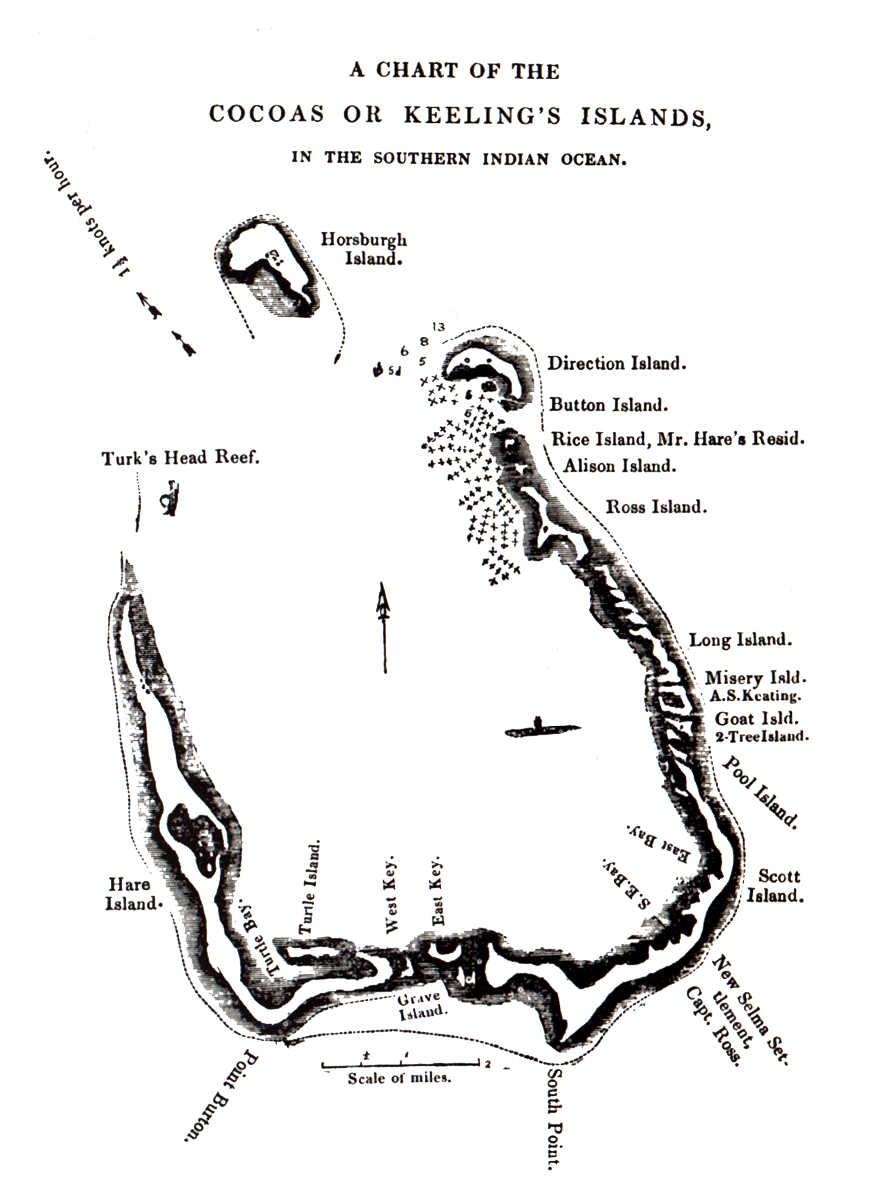
Mapa de las Islas Cocos en 1840. La isla Keeling del Norte quedaría a unas 16 millas náuticas al norte del grupo representado

El Sydney se acercó a una distancia de 4,7 millas náuticas (8,7 km) antes de tomar una derrota paralela con el Emden. El crucero alemán, con 178 hombres a bordo, abrió fuego primero. Con su tercera salva, a ambos costados del barco australiano testó el alcance de sus disparos. Los artilleros del Emden disparaban rápidamente, con una salva cada diez segundos; Müller esperaba abrumar al Sydney con una andanada de proyectiles antes de que el armamento más pesado del Sydney pudiera surtir efecto. Dos proyectiles alcanzaron al buque australiano, uno de los cuales inutilizó la estación de control de incendios de popa; el otro no logró a estallar. El Sydney tardaba en encontrar posición de tiro efectiva y, mientras tanto, el Emden viró hacia el Sydney en un intento de ponerlo al alcance de sus torpedos. Pero con esta maniobra, sin embargo, el Emden se situó al alcance de los cañones más potentes de 152 mm (6") del Sydney y le infligieron graves daños. El compartimento inalámbrico fue destruido y la tripulación de uno de los cañones delanteros murió al principio del enfrentamiento. A las 09:45, Müller viró su buque hacia el Sydney en otro intento de alcanzar una posición de disparo de sus torpedos. Cinco minutos más tarde, el impacto de un proyectil inutilizó el mecanismo de dirección y otros fragmentos bloquearon el sistema manual de gobierno. El Emden sólo podía gobernarse con sus hélices. Los disparos del Sydney también destruyeron los telémetros y causaron numerosas bajas entre los equipos de armas del Emden.
Müller hizo un tercer intento de acercarse al alcance de los torpedos, pero el Sydney rápidamente viró 180°. Poco después de las 10:00, un proyectil del Sydney detonó munición lista cerca del cañón n.º 4 de estribor y provocó un grave incendio. El Emden hizo un cuarto y último intento de lanzar un ataque con torpedos, pero el Sydney pudo mantener fuera de su alcance. A las 10:45, las armas del Emden se habían silenciado en gran medida; la superestructura había sido destrozada y las dos chimeneas traseras habían sido derribadas, junto con el trinquete. Müller se dio cuenta de que su barco ya no podía entablar combate y encalló a propósito al Emden en unos bajos situados en las coordenadas 11°50′12.20″S 96°49′41.25″E / -11.8367222, 96.8281250, en la isla Keeling del Norte, para salvar las vidas de su tripulación. A las 11:15, el Emden chocó contra un arrecife y los motores y calderas se inundaron. Los cierres de los cañones y su equipo de puntería para torpedos fueron arrojados por la borda para inutilizar las armas, y todos los libros de señales y documentos secretos fueron quemados. El Sydney se volvió para capturar al minero Buresk, cuya tripulación lo hundió cuando en cuanto se acercó el crucero australiano. Luego, el Sydney regresó al Emden destrozado y le exigió su rendición. Los libros de señales habían sido destruidos por el fuego y por eso los alemanes no pudieron responder, y como su bandera todavía ondeaba, el Sydney reanudó el fuego. Los alemanes rápidamente izaron banderas blancas y los australianos cesaron el fuego.
En el curso de la acción, el Emden anotó dieciséis impactos en el Sydney, matando a tres miembros de su tripulación e hiriendo a otros trece. Un cuarto tripulante murió más tarde a causa de sus heridas. Mientras tanto, el Sydney había disparado unos 670 proyectiles, de los que alrededor de 100 fueron impactos directos. El Emden sufrió muchas más bajas: 133 oficiales y soldados murieron, de una tripulación total de 376.
Por parte de los aliados, la balandra británica Cadmus había arribado a las Islas Cocos aproximadamente una semana después de la batalla para enterrar a los marineros muertos en la batalla.

#### El grupo de von Müller
La mayoría de la tripulación superviviente, incluido Müller, fueron llevados cautivos al día siguiente. Los heridos fueron enviados a Australia, mientras que los ilesos fueron internados en Fort Verdala (Malta); el grupo de hombres no regresarían en su totalidad a Alemania hasta 1920. A von Müller se le permitió conservar su espada en honor a su valentía. Al final de la guerra fue repatriado. Von Müller recibió la condecoración Pour le Mérite a su llegada a Alemania y finalmente fue ascendido a Kapitän zur See. A principios de 1919 se le retiró de la Marina por motivos de salud y se instaló en Blankenburg. Rehusó cortésmente escribir un libro que detallara su servicio y sus hazañas en la guerra. Fue elegido miembro del parlamento estatal del Estado Libre de Brunswick sobre una plataforma anticlasista como miembro del Partido Popular Nacional Alemán. Murió repentinamente en Brunswick, probablemente debilitado por frecuentes ataques de malaria, que había contraído en sus viajes 23 años atrás, el 11 de marzo de 1923.

#### El grupo de von Mücke

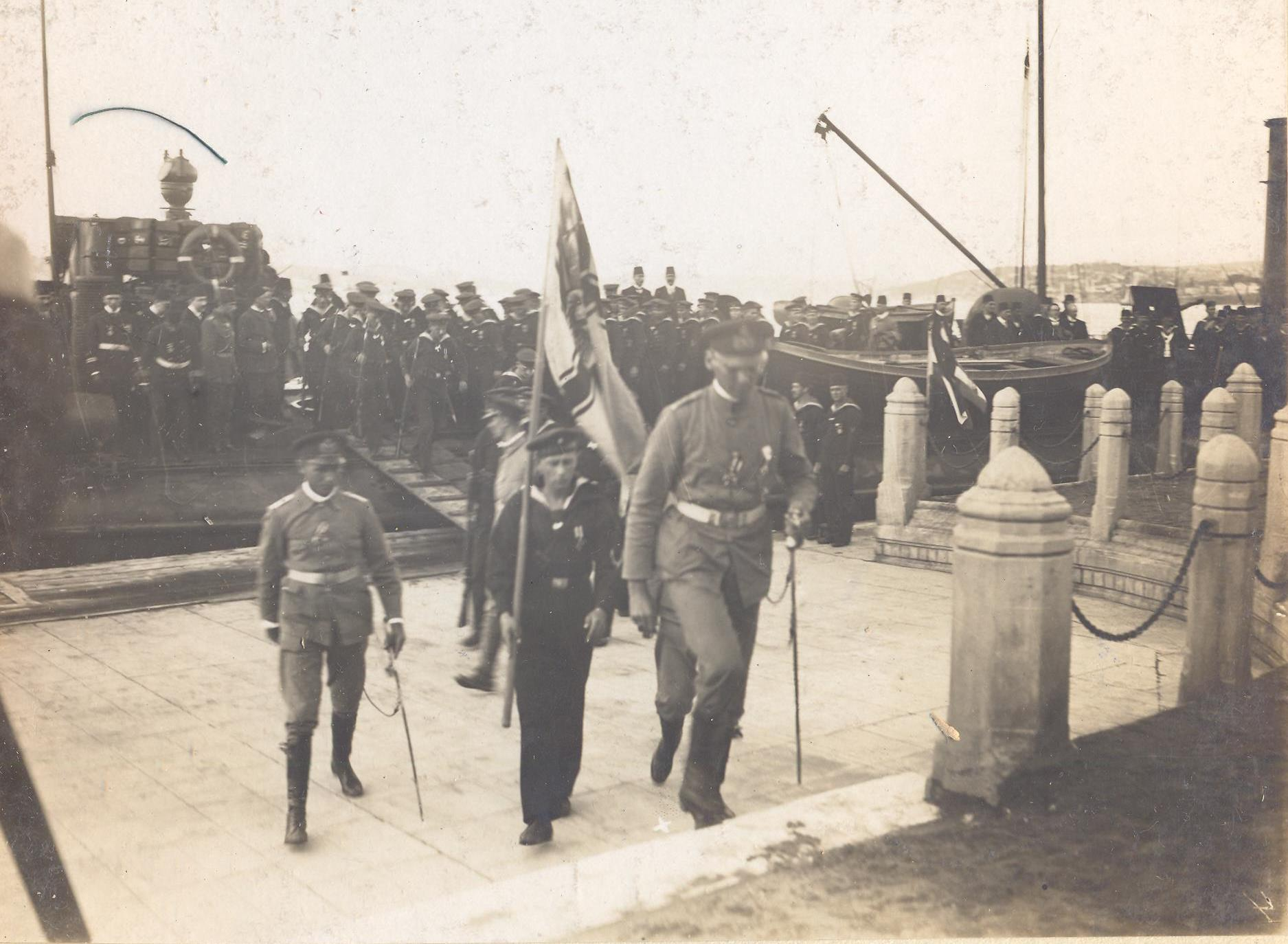
Grupo de Hellmuth von Mücke arribando a Constantinopla el 29 de mayo de 1915

El grupo de desembarco de von Mücke, sin embargo, evitó la captura. Observaron la batalla y se dieron cuenta de que el Emden causaría baja en combate. El destacamento alemán de asalto en tierra se fugó hacia el otro lado de la isla, capturaron el mismo 9 de noviembre la goleta británica Ayesha, de 97 toneladas de registro bruto, y zaparon en huida al mando del primer oficial del Emden, Helmuth von Mücke, quien pretendía llevar a sus hombres a Alemania. La odisea de estos hombres se convertiría en un episodio épico.
Los alemanes a bordo del Ayesha partieron antes de que el Sydney llegara a la isla Direction y navegaron hacia Padang en las Indias Orientales Neerlandesas. Allí se pusieron en contacto con el cónsul alemán, quien les proporcionó un barco de vapor, con el que los marineros del Emden navegaron hasta el Mar Rojo. Una vez llegaron a dicho mar, los alemanes vieron barcos británicos, por lo que decidieron desembarcar en el actual Yemen, que entonces formaba parte del Imperio Otomano, aliado de Alemania. Continuaron a pie hasta encontrar la vía de tren que comunicaba Constantinopla con Arabia. Los marineros, una vez desembarcaron, fueron recibidos por las autoridades turcas (el Imperio Otomano era aliado del Imperio Alemán en la Primera Guerra Mundial) y llevados a Sanaá. Allí los turcos se opusieron a su partida, pero los alemanes finalmente salieron y se encaminaron al norte, en busca de la vía ferroviaria, que por fin lograron encontrar y desde allí atravesaron Siria hasta llegar a Constantinopla el 29 de mayo de 1915. Allí informaron al Vizeadmiral Wilhelm Souchon, comandante del ex crucero de batalla alemán Goeben,justo después de la Batalla de Gallipoli. Durante el trayecto habían fallecido seis marineros alemanes, víctimas de enfermedades y emboscadas. Los hombres de Hellmuth von Mücke fueron recibidos como héroes de guerra en Alemania y luego embarcados en diferentes unidades navales: para cuando terminó la guerra, la mitad de ellos ya había fallecido en combate. Tras la guerra  von Mücke fue un ferviente pacifista, que criticó duramente a los nazis y especialmente a Hitler, por lo que estuvo internado en un campo de concentración entre 1937 y 1939. Falleció en 1957.

## Legado

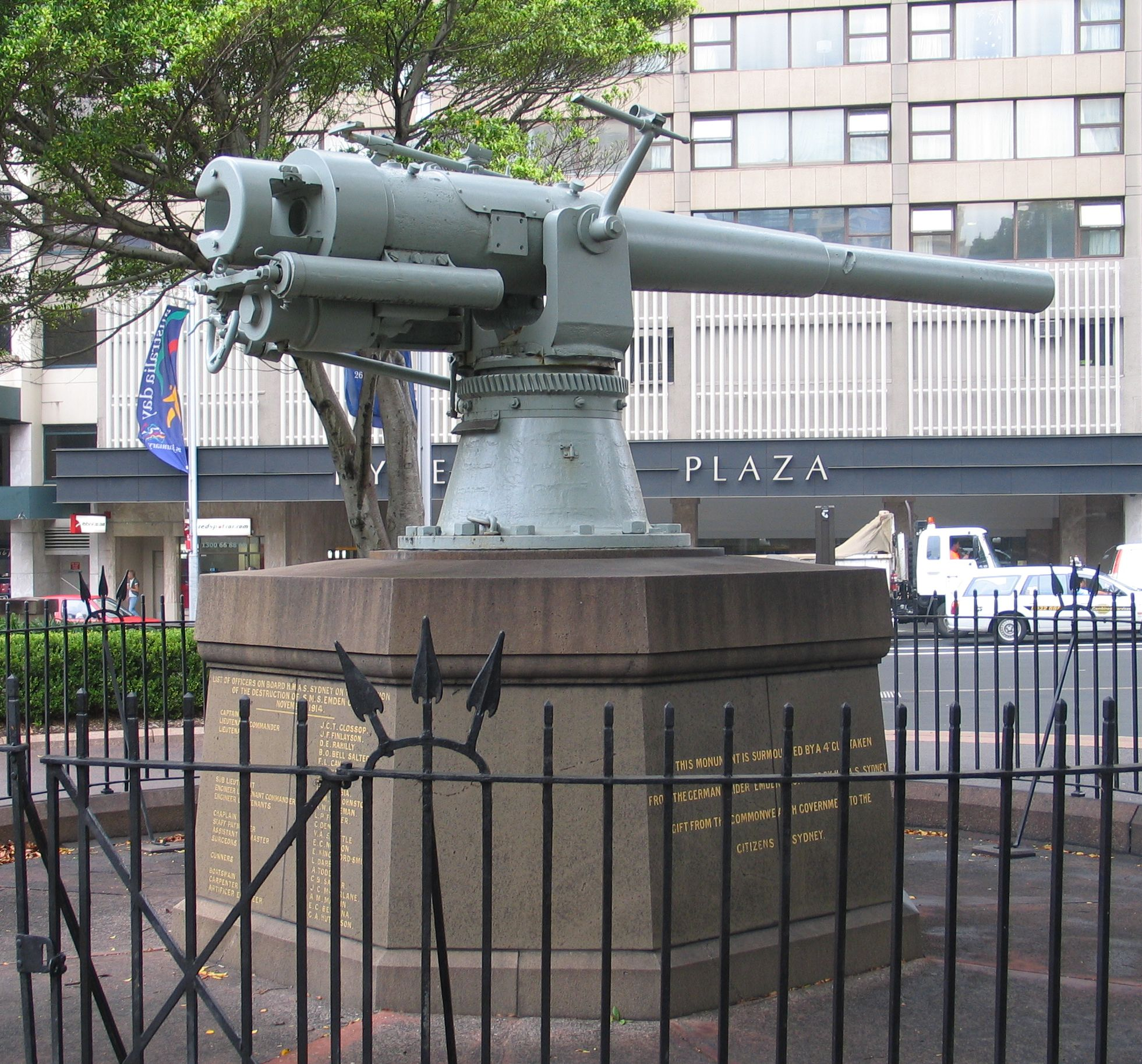
Uno de los cañones de 105 mm rescatados del Emden en Hyde Park, Sídney

Durante una carrera de incursiones que duró tres meses y 30 000 millas náuticas (55 560 km; 34 523 mi), el Emden había destruido dos buques de guerra de la Entente y hundió o capturó dieciséis vapores británicos y un barco mercante ruso, por un total de 70 825 toneladas de registro bruto (TRB). Otros cuatro barcos británicos fueron capturados y liberados, y un barco británico y otro griego fueron utilizados como mineros. En 1915, una empresa japonesa propuso reparar y reflotar Emden, pero una inspección realizada por la vetusta cañonera australiana HMAS Protector concluyó que los daños causados por el oleje en el Emden hacían inviable tal operación. Para 1919, los restos del naufragio se habían roto casi por completo y desaparecieron bajo las olas. Finalmente fue desmantelado in situ a principios de la década de 1950 por una empresa de salvamento marítimo japonesa; partes del barco permanecen aún esparcidas por la zona.
Tras la destrucción de Emden, el káiser Guillermo II concedió al barco la Cruz de Hierro y anunció que se construiría un nuevo Emden en honor al crucero original. Guillermo II ordenó que el nuevo crucero llevara una gran Cruz de Hierro en su proa para conmemorar el barco que lleva su mismo epónimo. El tercer crucero que llevó el nombre de Emden, construido en la década de 1920 para la Reichsmarine, también llevaba la Cruz de Hierro, junto con honores de batalla por el Océano Índico, Penang, las Islas Cocos y Ösel, donde el segundo Emden se había enfrentado a varios destructores y torpederos rusos. Otros tres buques recibieron el nombre del crucero en la Armada alemana de posguerra, dos de los cuales también llevaban una Cruz de Hierro: la fragata Emden de la clase Köln, botada en 1959, la fragata Emden de la clase Bremen, botada en 1980, y la corbeta en construcción Emden de la clase Braunschweig, puesta en quilla en 2020.
Tres de los cañones de 105 mm del barco fueron retirados de los restos del naufragio tres años después de la batalla. Uno se conserva en Hyde Park en Sídney, un segundo está ubicado en el Centro del Patrimonio de la Marina Real Australiana (Royal Australian Navy Heritage Centre) en el HMAS Kuttabul, la principal base naval de Sídney, y el tercero está en exhibición en el Memorial de Guerra Australiano en Canberra. Además, la campana y el adorno de popa de Emden se recuperaron del naufragio y ambos se encuentran actualmente en la colección del Australian War Memorial. También se recuperaron otros artefactos, incluido un casquillo dañado de 105 mm, un remache de hierro del casco y uniformes, que se conservan en el Australian War Memorial.
En marzo de 1921, el gobierno de Prusia decretó que los ex tripulantes prusianos y los familiares de quienes sirvieron a bordo del barco durante la Primera Guerra Mundial podían agregar el sufijo hereditario "-Emden" a sus apellidos como reconocimiento por su servicio. Otros gobiernos estatales alemanes siguieron su ejemplo.  En marzo de 1934, Paul von Hindenburg, entonces presidente, decretó que los familiares de quienes habían muerto a bordo del barco también podían solicitar dicho sufijo.
Se han realizado varias películas sobre las hazañas del Emden en tiempos de guerra, incluidas las películas How We Fought the Emden (1915) y The Exploits of the Emden (1928), todas producidas en Australia. Las películas alemanas incluyen la película muda Unsere Emden (Nuestro Emden, 1926), cuyo metraje se incorporó en Kreuzer Emden (1932), y Heldentum und Todeskampf unserer Emden (El heroísmo y la lucha a muerte de Nuestro Emden, 1934). Las tres películas fueron dirigidas por el austríaco Louis Ralph. Recientemente, en 2012, se estrenó Die Männer der Emden (Los hombres del Emden), que trataba sobre cómo la tripulación del Emden regresó a Alemania después de la Batalla de Cocos. La película transmite un mensaje derrotista acorde con la percepción artística alemana actual: según la descripción, los marineros que regresan no reciben el respeto adecuado y uno de ellos, el teniente de fragata Karl Overbeck, escapa con su amada en un barco a Suecia, según el hilo romántico entretejido en la historia. De esta forma, el desertor evita el destino de su ayudante, el suboficial Kluthe, que muere junto a muchos de sus compañeros en la batalla de Jutlandia.
Después del bombardeo de Madrás, la palabra "Emden", como "Amdan", entró en los idiomas cingalés y tamil y significa "alguien que es duro, manipulador y astuto". En el idioma malabar, la palabra "Emadan" significa "grande y poderoso" o "tan grande como Emden".

## Buques hundidos o capturados por elEmden
| Tipo de barco u objetivo                       | Nombre        | TRB     | Nacionalidad  | Fecha                    | Bienes transportados                                                                                    | Destino                                            | Observaciones                                                                                               |
| ---------------------------------------------- | ------------- | ------- | ------------- | ------------------------ | --- | -------------------------------------------------- | --- |
| Buque mixto                                    | Rjazany       | 3433    | Imperio Ruso  | 4 de agosto de 1914      | | Botín de guerra                                    | Convertido en crucero auxiliar denominado Cormoran                                                          |
| Buque de carga                                 | Pontoporos    |         | Grecia        | 9 de septiembre de 1914  | 6600 t de carbón según pedido británico (Calcuta-Karachi)                                               | contratado como transportista de carbón            | Es capturado por los británicos en la isla de Simaloer el 30 de octubre                                     |
| Buque de carga (portador de caballos y equipo) | Indus         | 3871    | Reino Unido   | 10 de septiembre de 1914 | Iba de camino a Bombay sin ningún envío.                                                                | hundido                                            | abriendo válvulas de cierre y disparando cañones                                                            |
| Buque de carga (portador de caballos y equipo) | Lovat         | 6102    | Reino Unido   | 11 de septiembre de 1914 | Sin envío a Bombay                                                                                      | hundido                                            | |
| Buque de carga                                 | Kabinga       | (4657)* | Reino Unido   | 12 de septiembre de 1914 | | interceptado                                       | Liberado con prisioneros por su cargamento con destino a un país neutral (EEUU) el 14 de septiembre de 1914 |
| Buque de carga                                 | Killin        | 3544    | Reino Unido   | 12 de septiembre de 1914 | 5 000 a 6 000 t de carbón de Bengala                                                                    | hundido                                            | Hundido 13 de septiembre de 1914                                                                            |
| Buque de carga                                 | Diplomat      | 7615    | Reino Unido   | 13 de septiembre de 1914 | 7 000 t de carga, 30 000 cajas de té (Delta del Ganges – Londres)                                       | hundido                                            | Valor de la carga de 250 000 marcos de oro                                                                  |
| Buque de carga                                 | Trabboch      | 4028    | Reino Unido   | 14 de septiembre de 1914 | Sin flete (Nagapattinam-Calcuta)                                                                        | hundido                                            | |
| Buque de carga                                 | Clan Matheson | 4775    | Reino Unido   | 15 de septiembre de 1914 | 2 800 t en bienes generales, incluidas locomotoras, automóviles y máquinas de escribir (Madrás-Calcuta) | hundido                                            | |
| Madrás (depósitos de petróleo)                 | –             |         | Raj británico | 22 de septiembre de 1914 | | –                                                  | Depósitos dañados e incendiados                                                                             |
| Buque de carga                                 | King Lud      | 3650    | Reino Unido   | 25 de septiembre de 1914 | Sin carga (Adén–Calcuta)                                                                                | hundido                                            | |
| Buque de carga                                 | Tymeric       | 3314    | Reino Unido   | 26 de septiembre de 1914 | 4 600 t de azúcar (Semarang–Falmouth)                                                                   | hundido                                            | |
| Buque de carga                                 | Graycefale    | (4437)  | Reino Unido   | 26 de septiembre de 1914 | Sin carga (Bombay-Calcuta)                                                                              | interceptado                                       | Liberado con la tripulación de los barcos capturados el 27 de septiembre                                    |
| Buque de carga                                 | Buresk        | 4350    | Reino Unido   | 27 de septiembre de 1914 | 6 000 t de carbón galés (Inglaterra-Hong Kong)                                                          | apresado                                           | Hundido por la tripulación del Emden el 9 de noviembre de 1914                                              |
| Buque de carga                                 | Ribera        | 3500    | Reino Unido   | 27 de septiembre de 1914 | Sin carga (Alejandría-Batavia)                                                                          | hundido                                            | |
| Buque de carga                                 | Foyle         | 4147    | Reino Unido   | 27 de septiembre de 1914 | con carga en ruta (Venecia a Rangún)                                                                    | hundido                                            | |
| Buque de carga                                 | Clan Grant    | 3948    | Reino Unido   | 16 de octubre de 1914    | 4 000 t en bienes por piezas de alto valor (Inglaterra-Calcuta/Madrás)                                  | hundido                                            | |
| Draga                                          | Ponrabbel     | 473     | Reino Unido   | 16 de octubre de 1914    | (Inglaterra–Tasmania)                                                                                   | hundido                                            | |
| Buque de carga                                 | Benmohr       | 4806    | Reino Unido   | 16 de octubre de 1914    | 6 700 t bienes por piezas de alto valor (Londres-Yokohama)                                              | hundido                                            | |
| Buque de carga                                 | Troiens       | 7562    | Reino Unido   | 18 de octubre de 1914    | 10 000 t de estaño, cobre y caucho (China, Japón - Inglaterra, Países Bajos)                            | hundido el 19 de octubre                           | Barco y carga valorados en 16,5 millones de marcos de oro                                                   |
| Buque de carga                                 | St. Egbert    | (5596)  | Reino Unido   | 18 de octubre de 1914    | 6 600 t diverso material procedente de EE. UU.                                                          | interceptado                                       | Liberado con prisioneros el 19 de octubre                                                                   |
| Buque de carga                                 | Exfort        | (4542)  | Reino Unido   | 18 de octubre de 1914    | 6 000 t de carbón por orden del Almirantazgo (a Hong Kong)                                              | botín de guerra, utilizado como portador de carbón | Capturado por el crucero auxiliar Himalaya el 11 de diciembre                                               |
| Buque de carga                                 | Chilkana      | 5140    | Reino Unido   | 19 de octubre de 1914    | 6 800 t en bienes por piezas (Inglaterra-Calcuta)                                                       | hundido                                            | |
| Crucero protegido                              | Zhemchug      |         | Imperio Ruso  | 28 de octubre de 1914    | | hundido                                            | Durante la Batalla de Penang                                                                                |
| Destructor                                     | Mousquet      |         | Francia       | 28 de octubre de 1914    | | hundido                                            | Durante la Batalla de Penang                                                                                |
| Buque de carga                                 | Newburn       | (3554)  | Reino Unido   | 30 de octubre de 1914    | Entrega de sal a un pedido alemán                                                                       | interceptado                                       | Liberado con los prisioneros franceses                                                                      |
| Estación de cable Isla Direction               | –             |         | Australia     | 9 de noviembre de 1914   | | dañado                                             | Colisión con el crucero australiano Sydney                                                                  |

```
*El arqueo de los barcos liberados o no hundidos está entre paréntesis.
```

| Tipo de barco     | Nombre del barco | Nacionalidad  | Clase             | Observaciones                                   |
| ----------------- | ---------------- | ------------- | ----------------- | ----------------------------------------------- |
| crucero protegido | Askold           | Imperio Ruso  | único en su clase |                                                 |
| crucero protegido | Zhemchug         | Imperio Ruso  | clase Izumrud     | Hundido por el Emden                            |
| crucero acorazado | Dupleix          | Francia       | clase Dupleix     |                                                 |
| Buque cañonero    | D’Iberville      | Francia       | clase D’Iberville |                                                 |
| Destructor        | Mousquet         | Francia       | clase Arquebuse   | Hundido por el Emden                            |
| crucero acorazado | HMS Minotaur     | Reino Unido   | clase Minotaur    |                                                 |
| crucero acorazado | HMS Hampshire    | Reino Unido   | clase Devonshire  |                                                 |
| crucero ligero    | HMS Yarmouth     | Reino Unido   | clase Weymouth    |                                                 |
| crucero ligero    | HMAS Melbourne   | Australia     | clase Chatham     |                                                 |
| crucero ligero    | HMAS Sydney      | Australia     | clase Chatham     | Destruyó al Emden frente a las Islas Cocos      |
| crucero ligero    | HMS Psyche       | Reino Unido   | clase Pelorus     | Transferido a Australia en 1 de julio de 1915   |
| crucero ligero    | HMS Pyramus      | Reino Unido   | clase Pelorus     |                                                 |
| crucero ligero    | HMNZS Philomel   | Nueva Zelanda | clase Pearl       | Arrendado a la Royal Navy. Transferido en 1941. |
| crucero           | Chikuma          | Japón         | clase Tone        |                                                 |
| crucero           | Ibuki            | Japón         | clase Ibuki       |                                                 |
| crucero acorazado | Nisshin          | Japón         | clase Kasuga      |                                                 |